# Cavemen
Cavemen est une série télévisée américaine en treize épisodes de 22 minutes créée par Josh Gordon et Joe Lawson dont six épisodes ont été diffusés entre le 2 octobre 2007 et le 13 novembre 2007 sur le réseau ABC.
Cette série est inédite dans les pays francophones.

## Synopsis
Cette série met en scène trois hommes préhistoriques vivant de nos jours à San Diego : Joel, son jeune frère Andy, et son meilleur ami, Nick. En dépit de leurs caractéristiques physiques différentes, les trois compères mènent une vie normale parmi leurs congénères des temps modernes...

## Distribution
- Bill English : Joel Claybrook
- Nick Kroll : Nick Hedge
- Sam Huntington : Andy Claybrook
- Kaitlin Doubleday : Kate McKinney
- Jeff Daniel Phillips : Maurice
- Stephanie Lemelin : Thorne
- Julie White : Leslie McKinney, mère de Kate
- John Heard : Trip
- Kim Director : Heather

## Épisodes
1. Titre français inconnu (Pilot)
2. Titre français inconnu (Her Embarrassed of Caveman)
3. Titre français inconnu (Nick Get Job)
4. Titre français inconnu (The Cavewoman)
5. Titre français inconnu (Mascot)
6. Titre français inconnu (The Shaver)
7. Titre français inconnu (Rock Vote)
8. Titre français inconnu (Nick Work, Andy Jerk)
9. Titre français inconnu (Nick Sick)
10. Titre français inconnu (Cavemen's Holiday)
11. Titre français inconnu (Andy and the Stand-Up)
12. Titre français inconnu (Cave Kid)
13. Titre français inconnu (Hunters & Gatherers)

## Commentaires
- Cette série s'inspire de personnages créés lors d'une campagne publicitaire de la compagnie d'assurance automobile américaine GEICO, dont le slogan était « Même un homme préhistorique peut le faire ! ». toutefois le concept date de la série d'animation Capitaine Caverne (1977-1980) produite par Hanna-Barbera pour ABC.
- Le pilote n'a jamais été diffusé aux États-Unis.
- La série a été placée en suspens lors du déclenchement de la grève de la Writers Guild of America de 2007 et a été annulé durant la grève, laissant 7 épisodes inédits, qui ont été diffusés à l'été 2008 en Australie.